# Cleopatra Tea

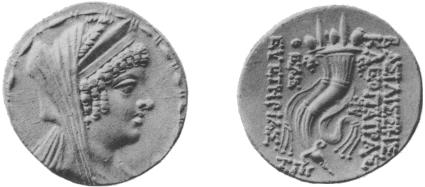
Moneda de Cleopatra Tea. El reverso muestra una doble cornucopia. El texto griego se lee ΒΑΣΙΛΙΣΣΗΣ ΚΛΕΟΠΑΤΡΑΣ ΘΕΑΣ ΕΥΕΤΗΡΙΑΣ. La fecha ΖΠΡ es año 187 de la era seléucida, correspondiente a 126–125 a. C.

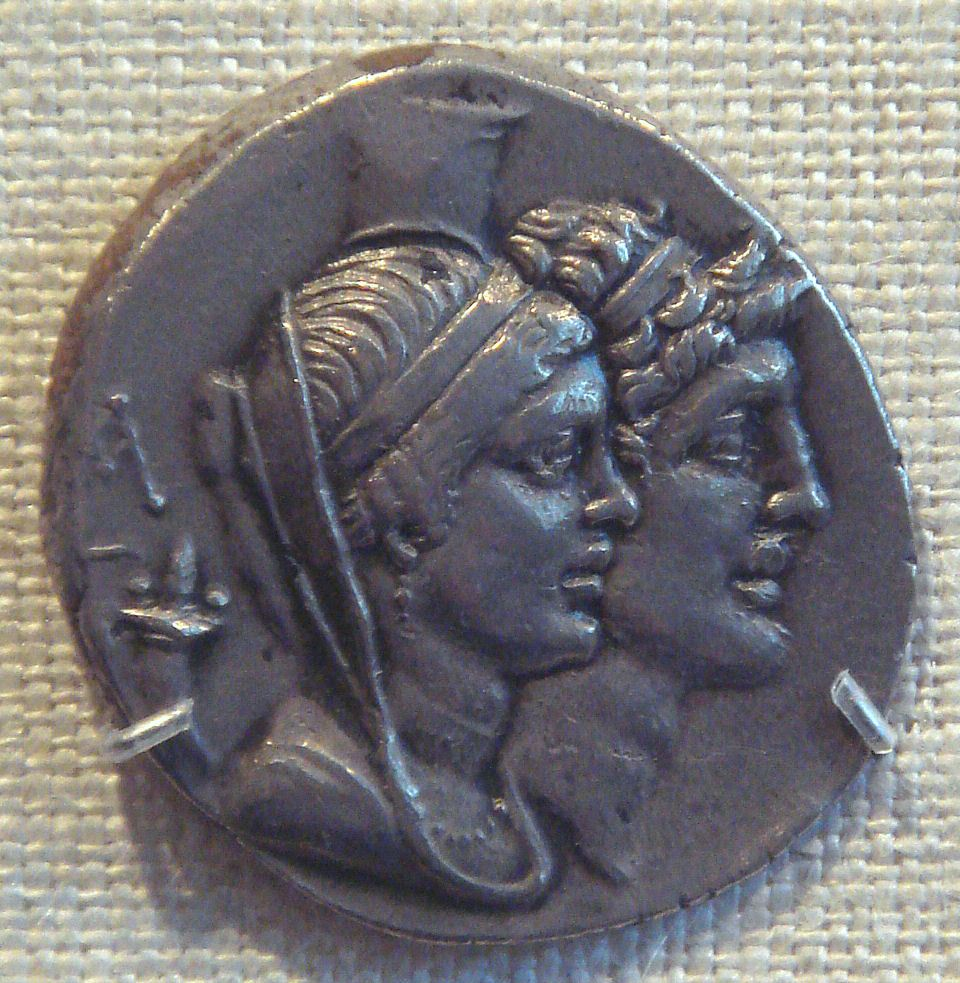
Alejandro Balas y Cleopatra Tea.

Cleopatra Tea (en griego: Κλεοπάτρα Θεά: Κλεοπάτρα Θεά, que significa "Cleopatra la Diosa"); (c. 164– 121 a. C.) llamada Eueteria ("buena cosecha/estación fructífera") fue gobernante del helenístico Imperio seléucida. Gobernó Siria desde 125 a. C., después de la muerte de Demetrio II Nicátor. Finalmente gobernó conjuntamente con su hijo Antíoco VIII Gripo, quien la envenenó en 121 o 120 a. C..

## Biografía
Cleopatra Tea creció en Egipto como hija de Ptolomeo VI y Cleopatra II. Probablemente nació ca. 164 a. C.. Puede haber sido prometida a su tío Tolomeo VIII, rey de Cirene en 154 a. C., pero él finalmente se casó con su hermana Cleopatra III. En 150 a. C. se casó con Alejandro Balas en una suntuosa ceremonia en Ptolemais Akko. El matrimonio tuvo un hijo, llamado Antíoco VI Dioniso. En 145 a. C., su padre invadió Siria, derrotando a Alejandro Balas en batalla y la volvió a casar con Demetrio II Nicátor, sólo para morir unos cuantos días más tarde. Demetrio se proclamó cogobernante con el joven Antíoco VI, pero puede haberle matado en 142 a. C.. De su segundo matrimonio nacerían dos hijos, Seleuco V Filométor y Antíoco VIII Gripo. 
En 139 a. C., Demetrio II fue capturado, luchando contra los partos, y mantenido prisionero por ellos hasta 129 a. C.. Después de que Demetrio fue capturado, su hermano más joven, Antíoco Sidetes, que se había levantado en la ciudad de Side, en Panfilia, vino a Siria y tomó el trono, casándose con Cleopatra Tea en 138 a. C., Cleopatra Tea le dio al menos un hijo, Antíoco IX Ciciceno. Los nombres de cualesquiera otros niños son inciertos.
En 129 a. C., los partos liberaron a Demetrio II, como maniobra política contra Sidetes, para que reclamara su trono y su mujer. El mismo año, Sidetes fue asesinado, luchando con los partos. Cleopatra había tomado la precaución de enviar a Antíoco IX (su hijo con Antíoco VII) a Cícico en Asia Menor. Demetrio regresó a casa y recuperó su trono, tomando a Cleopatra Tea como su esposa de nuevo.
En 132/131 a. C., la madre de Cleopatra Tea, Cleopatra II de Egipto se rebeló contra su hermano Ptolomeo VIII. En 127 a. C., Cleopatra II huyó a la corte de su yerno Demetrio en Siria.
El hijo mayor de Demetrio, Seleuco, se convirtió en rey, con el nombre de Seleuco V en 125 a. C.; sin embargo, su madre, Cleopatra Tea, le hizo asesinar poco después. De 125 a. C. a 121 a. C., Cleopatra gobernó Siria, y para legitimar su reinado, compartió el trono con su hijo, Antíoco VIII Gripo. Antíoco VIII se casó con Trifena, la hija de Ptolomeo VIII y Cleopatra III.
Gripo se convirtió en menos controlable a medida que crecía, y en 121 a. C., Cleopatra Tea decidió eliminarle. Cuando regresaba de cazar un día, le ofreció una taza de vino. Ya que esto no era un comportamiento común en ella, Gripo entró en sospechas y la forzó a beber el vino, lo que la mató.
Gripo reorganizó el estado, y en los siguientes ocho años le proporcionó estabilidad y recuperación financiera. Este periodo acabaría ca. 114 a. C., cuándo otro hijo de Cleopatra Tea, Antíoco IX Ciciceno, regresó de Siria para reclamar el trono, y la guerra civil empezó de nuevo.